# Зигеле, Мартен
Мартен Зигуэле (фр. Martin Ziguélé; род. 12 февраля 1957) — премьер-министр Центральноафриканской Республики с 1 апреля 2001 по 15 марта 2003 года.

## Биография
Назначен на свой пост 1 апреля 2001 года президентом ЦАР Анж-Феликсом Патассе во время попытки государственного переворота, сменив Анисе-Жоржа Дологуэле. Ранее он на протяжении двадцати лет жил в столице Того Ломе и входил в Центральный комитет партии «Движение за освобождение центральноафриканского народа». Ушёл с должности премьера Зигуэле также после переворота, когда 15 марта 2003 года повстанцы-сторонники Франсуа Бозизе, вошли в Банги и свергли президента Патассе и его правительство. Зигеле было разрешено уехать в изгнание во Францию.
Однако вскоре он вернулся к активной политической деятельности. Несмотря на первоначальный запрет, наряду с шестью другими кандидатами, участвовать в президентских выборах 2005 года, Зигеле 4 января 2005 года был всё-таки зарегистрирован как кандидат на пост президента страны. В конечном итоге, в течение января запрет на участие в выборах был снят и со всех остальных кандидатов. Единственным исключением стал Патассе, после чего его партия «Движение за освобождение центральноафриканского народа» поддержала кандидатуру Зигеле. Выборы были проведены 13 марта 2005 года, и Зигеле занял на них второе место, набрав, согласно официальным данным, 23,5 % голосов. Во втором туре, в котором ему противостоял Бозизе, Зигеле попытался дистанцироваться от Патассе, но, несмотря на это, с результатом 35,4 % голосов потерпел поражение. В 2011 году снова выдвигал свою кандидатуру на президентских выборах и пришёл к финишу третьим, за него подано 6,8 % голосов, участвовал также в выборах 2015 года, заняв четвёртое место и получив 11,43 % голосов. В октябре 2021 года коалиция COD-2020, партия Крепена Мболи-Гумбы и Народно-освободительное движение Центральной Африки Мартина Зигеле отозвали своих представителей из оргкомитета и осудили «желание саботировать диалог».